# Paulina James
Brittney Escobosa, connue sous le nom de scène Paulina James (née le 29 octobre 1986  à Newport Beach en Californie) est une actrice américaine de films pornographiques.

## Filmographie

### Distinctions
Récompenses
Nominations
- 2007 : Adultcon : Top 20 Adult Actresses
- 2008 : AVN Award : Best New Starlet
- 2008 : AVN Award : Best POV Sex Scene for POV Pervert 9
- 2009 : AVN Award : Best Group Sex Scene – Dark City